# 압둘 가니 바라다르
물라 압둘 가니 바라다르(다리어·파슈토어: ملا عبدالغني برادر, 1968년 ~ )는 아프가니스탄 탈레반의 창립인 중 한 명으로 현재 아프가니스탄의 제1부총리이다. 모하마드 오마르의 대리이기도 했다.
2020년 2월 탈레반 측 대리인으로서 미군 철수 합의에 서명했다.
탈레반의 아프가니스탄 접수 이후 2021년 9월 바라다르는 부총리가 되었다.